# Young Jeezy
Jay Wayne Jenkins (Columbia, Carolina del Sur; 11 de mayo de 1979), conocido como Jeezy o Young Jeezy, es un rapero, compositor y actor estadounidense. Actualmente reside en Atlanta, Georgia, y se ha especializado en southern rap, siendo uno de los artistas más codiciados del momento. Anteriormente tenía un contrato con Bad Boy Records y formaba parte del cuarteto Boyz N Da Hood. En la actualidad, en solitario forma parte de Def Jam Records.

## Carrera musical
Con Boyz N Da Hood sacó disco en 2005, con el mismo título que el grupo, logrando llegar el top 5 en la lista Billboard 200 Álbumes. El debut en solitario de Jeezy con Def Jam Records, Let's Get It: Thug Motivation 101, se puso a la venta el 26 de julio de 2005. Debutó con un número #2 y vendió 172.000 copias durante la primera semana. El álbum incluye algunos de los éxitos que más han sonado en 2005 y ahora en 2006, como "And Then What" (feat. Mannie Fresh), "Soul Survivor" (feat. Akon), "My Hood", y ha colaborado en otros como "So Icy" de Gucci Mane (con el cual estuvo y está en guerra por los derechos de autor), "Dem Boyz" de Boyz N Da Hood, o el sencillo de Christina Milian "Say I"
En 2005, Jeezy grabó un remix de "Go Crazy" con Jay-Z y Fat Joe, que obtuvo un éxito sonado. En este año también grabó el mixtape Best of Both Hoods junto a Juelz Santana.
'Go Getta', con R.Kelly, adquirió un gran éxito en listas tan importantes como la Billboard Hot 100, posicionándose en el ranking en el número 5. Al tener tanto éxito, Def Jam y CTE acordaron sacar un Remix de esta con los miembros de USDA.
Actualmente, tras el reciente lanzamiento de la canción de Usher con Jeezy "Love In This Club", se han dispuesto a sacar el videoclip de esta, adquiriendo el número 1 en la Billboard Hot 100, en su primera semana de lanzamiento.
Jeezy participó en la canción Side Effects del último álbum de la cantante Mariah Carey E=MC² (2008).
Jeezy confirma su nuevo disco el 29 de julio de este mismo año. El álbum ha sido cambiado de nombre de I'm trap a The Recession, pero manteniendo el Thug Motivation tras el nombre principal del disco. En este álbum, habrá apariciones de reconocidos artistas del género: Blood Raw, Slick Pulla (estos dos primeros eran deducibles), The Game, T-Pain, Young Dro y Rick Ross. El primer sencillo oficial del álbum ha sido Put On, en colaboración con Kanye West, el cual ha adquirido un sonado éxito en su primera semana de lanzamiento. El último sencillo de este álbum se llama 'Crazy World', sacado al público hace escasos días.
Jeezy se suele caracterizar, aparte de por la sensación de voz ronca, por alargar frases como "That's Riiiight!!!," "Aye," "Ha-haaaa," "Daammnnn," "Yup," "Let's get it!," "Cheee-ahhh!," o "Yeeeeaaah."

## Otros proyectos

### Marketing
Jeezy está envuelto en varios patrocinios publicitarios. Entre ellos: 
- General Motors - Patrocinado en el videoclip de Top Back.
- Eight 732 - Marca de ropa rapera de cual Jeezy es diseñador y patrocinador.
- Boost Mobile - Compañía estadounidense de telefonía de la cual Jeezy patrocina un móvil.

### USDA
Actualmente, Jeezy está en integrado en un grupo de southern rap llamado USDA. Aparte de Jeezy, sus miembros son Slick Pulla y Blood Raw. Su productora discográfica es CTE y Def Jam, a partes iguales. Su primer y único disco es Cold Summer. 
Tienen su propio canal en YouTube, que es actualizado con las últimas novedades del grupo.

### Toyz'n'Da Hood
Jeezy y Corporate Thugz Entertainment (CTE) dedican una semana anualmente, en fechas de júbilo navideño, a entregar regalos a niños cuyas familias tienen problemas financieros. Concretamente son 1000 regalos para 1000 niños residentes en Macon y Atlanta.
Cabe destacar que, la última campaña de Toyz'n'Da Hood, aparte de entregar regalos, regaló un par de zapatillas Reebok a cada niño.

## Vida personal
Después del Huracán Katrina, Jeezy abrió la puertas de su casa a las víctimas que habían perdido sus hogares. Tiene tres hijos de relaciones anteriores.
En noviembre de 2018, Jeezy comenzó a salir con la presentadora y estilista Jeannie Mai. La pareja se comprometió el 27 de marzo de 2020, y se casaron un año después en una ceremonia íntima en su casa en Atlanta, Georgia. El 11 de enero de 2022 anunciaron el nacimiento de su primera hija en común, Monaco, y la cuarta en total para él. En septiembre de 2023 hicieron público que habían empezado los trámites de divorcio.

## Discografía

### Álbumes
- 2001: Thuggin Under The Influence (sacado a la venta con el nombre de Lil'J
- 2003: Come Shop Wit' Me
- 2005: Let's Get It: Thug Motivation 101
- 2006: The Inspiration: Thug Motivation 102
- 2008: The Recession
- 2011: TM 103 Hustlerz Ambition
- 2014: Seen It All: The Autobiography
- 2015: Church in These Streets
- 2016: Trap or Die 3
- 2017: Pressure
- 2019: TM104: The Legend of the Snowman

### Mixtapes
- 2005: Tha Streets Iz Watchin
- 2005: Trap or Die
- 2006: Can't Ban the Snowman
- 2006: I Am the Street Dream!
- 2008: The Prime Minister
- 2009: Trappin' Ain't Dead
- 2010: Trap or Die Part 2: By Any Means Necessary
- 2010: 1,000 Grams
- 2010: The Last Laugh
- 2011: The Real Is Back
- 2011: The Real Is Back 2
- 2012: It's Tha World
- 2015: Gangsta Party
- 2015: Politically Correct

### Videoclips
- So Icy (feat Gucci Mane)
- Trap Or Die' (feat Bun B)
- And Then What (feat Mannie Fresh)
- T.R.A.P.S.T.A.R.
- Bury Me a G, J.E.E.Z.Y.
- Over Here (feat Bun B)
- Do The Damn Thang (feat Fabolous)
- Say I (feat Christina Milian)
- I Luv It
- Soul Sourvivor (feat Akon)
- Go Getta (feat R. Kelly)
- Dreamin' (feat Keyshia Cole)
- White Girl (feat USDA)
- Get Throwed (feat Bun B, Pimp C, ZR O)
- My Hood
- Diamonds On My Damn Chain (feat Fabolous)
- Top Back (Remix) (feat T.I. and BG)
- Grew Up A Screw Up (feat Ludacris)
- Make It Work For Ya (feat Juelz Santana & Lil Wayne)
- I'm So Hood (Remix) (feat DJ Khaled, T-Pain, Ludacris, Busta Rhymes,

Big Boi, Lil Wayne, Fat Joe & Rick Ross) 
- 5000s Ones (feat. DJ Drama, T.I., Nelly, P.Diddy, Young Joc, Willie the Kid & Twista)
- 100 Million Dollars (feat DJ Khaled, Rick Ross, Baby & Lil Wayne)
- Love In This Club (feat Usher)
- I Luv Your Girl (feat The Dream)
- Louie Bag (feat Blood Raw)
- Put On (feat Kanye West
- Vacation
- ```Who Dat?``
- I Got My Locs On (feat Ice Cube)

## Singles
| Año  | Canción                                  | Posiciones        | Posiciones     | Posiciones  | Posiciones       | Álbum                             |
| Año  | Canción                                  | Billboard Hot 100 | US R&B/Hip-Hop | US Rap      | UK Singles Chart | Álbum                             |
| ---- | ---------------------------------------- | ----------------- | -------------- | ----------- | ---------------- | --------------------------------- |
| 2005 | And Then What (feat. Mannie Fresh)       | #67               | #14            | #13         | -                | Let's Get It: Thug Motivation 101 |
| 2005 | Soul Survivor' (feat. Akon)              | #4 [2x Platinum]  | #1 (4 sem.)    | #1 (3 sem.) | #16              | Let's Get It: Thug Motivation 101 |
| 2005 | Go Crazy [Remix] (feat. Jay-Z & Fat Joe) | -                 | #22            | #22         | -                | Go Crazy [Single]                 |
| 2005 | Trap or Die (feat. Bun B)                | -                 | #77            | -           | -                | Let's Get It: Thug Motivation 101 |
| 2005 | My Hood                                  | #77               | #30            | #19         | -                | Let's Get It: Thug Motivation 101 |
| 2005 | Trap Star                                | -                 | #51            | -           | -                | Let's Get It: Thug Motivation 101 |
| 2006 | Say I (Christina Milian ft. Jeezy)       | #68               | #18            | -           | -                | So Amazin'                        |
| 2007 | Go Getta Featuring R. Kelly              | #5                | #2             | -           | -                | The Inspiration                   |
| 2008 | Love in This Club con Usher              | #1                | #10            | -           | #19              | Here I Stand                      |
| 2008 | Put On feat. Kanye West                  | #12               | #3             | #1          | -                | The Recession                     |